# 洛丽·尼科尔
洛麗·尼科爾（Lori Nichol，1963年—），加拿大花式滑冰運動員、編舞家與教練，出生於加拿大安大略省倫敦市，目前定居加拿大。她曾經是單人滑選手，並參加過美國錦標賽，十九歲時她轉為職業表演者，1983至1986年間曾在約翰·庫利公司旗下表演，並曾於1983年獲得職業世界錦標賽亞軍。1996年她為關穎珊編出經典節目莎樂美，從此跨入花式滑冰編舞界，成為極為成功的編舞家。
作為編舞家，尼科爾最知名的客戶與學生包括：
- 陳偉群 （2010至2012年間尼科爾同時擔任他的教練）
- 關穎珊
- 淺田真央
- 卡羅琳娜·科斯特內爾
- 萨莎·科恩
- 埃文·萊薩塞克
- 龐清與佟健
- 申雪與趙宏博
- 塔蒂亞娜·托特米尼娜（英语：Tatiana Totmianina）與馬克西姆·馬林（英语：Maxim Marinin）

## 編舞生涯
以下是尼科爾歷年的學生名單： 
- 馬克斯·阿隆
- 淺田真央
- 陳偉群
- 薩莎·科恩
- 艾麗莎·齊斯尼（英语：Alissa Czisny）
- 潔西卡·杜貝（英语：Jessica Dubé）與布萊斯·戴維森（英语：Bryce Davison）
- 泰勒·弗斯（Taylor Firth）
- 瑞秋·法拉特（英语：Rachael Flatt）
- 艾利克斯·吉爾斯（英语：Alexe Gilles）
- 蒂莫西·戈貝爾
- 卡羅琳娜·科斯特內爾
- 关颖珊
- 米拉·梁（英语：Mira Leung）
- 比雅特麗斯·梁（英语：Beatrisa Liang）
- 埃文·萊薩塞克
- 克里斯多佛·馬比（英语：Christopher Mabee）
- 金米·梅斯纳尔
- 布蘭登·莫羅茲（英语：Brandon Mroz）
- 長洲未來
- 西野友毬（日语：西野友毬）
- 織田信成
- 龐清與佟健
- 喬安妮·羅切特
- 雅米·萨莱與达维德·佩尔蒂埃
- 申雪與趙宏博
- 村主章枝
- 高橋大輔
- 丹尼斯·譚
- 塔蒂亞娜·托特米尼娜（英语：Tatiana Totmianina）與馬克西姆·馬林（英语：Maxim Marinin）
- 托馬斯·維內爾
- 阿格尼絲·扎瓦茲基（英语：Agnes Zawadzki）
- 張圓圓
- 張丹與張昊

## 資料來源
1. ↑  上坂美穂編，《オール・アバウトフィギュアスケート（ぴあワンダーランドSpecial）》（2005年11月），頁50。

## 外部連結
- Nichol choreographing Michelle Kwan's "Taj Mahal" program.
- Nichol on working with Patrick Chan （页面存档备份，存于）.
- Patrick Chan switches coaches to Lori Nichol.